# Mattei Cap Corse
 (octobre 2019).

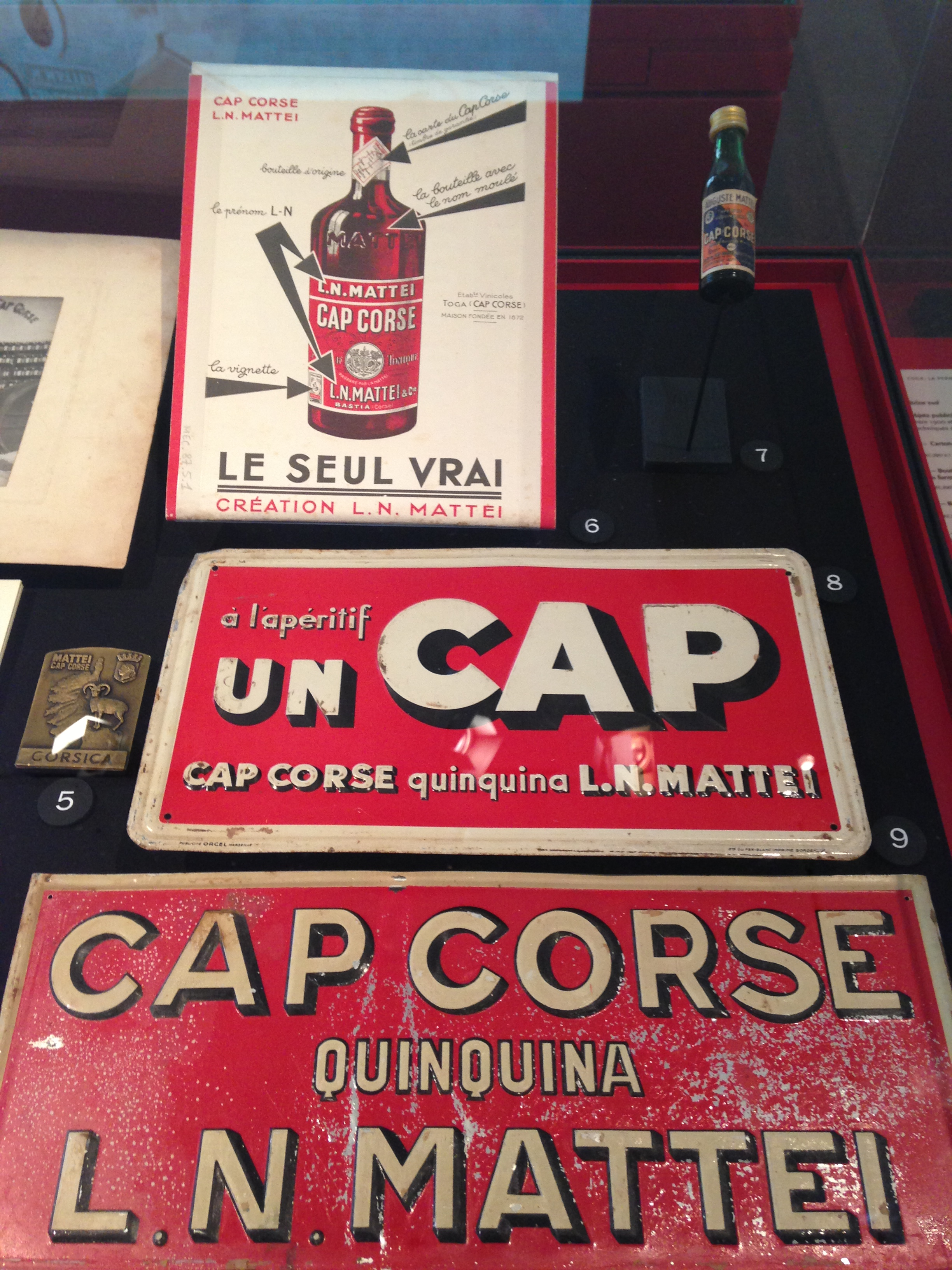
Objets publicitaires anciens Mattei.

Mattei Cap Corse est un apéritif créé en 1872 et fabriqué à partir de mistelle de cépages Muscat et Vermentinu collectés en Corse, avec des macérations d’écorces de quinquina, de cédrat corse et d’une sélection de plantes, fruits et épices locaux et exotiques, pour obtenir deux déclinaisons, le Mattei Cap Corse rouge et le Cap Corse blanc.

## Historique
- 1872 : Louis Napoléon Mattei invente un vin apéritif corse au quinquina appelé Amaro et crée la marque LN Mattei[1]
- 1894 : l'apéritif est rebaptisé « Cap Corse », tirant son nom de son berceau dans le Nord de l’île
- 1907 : mort de Louis Napoléon, son gendre et cousin François Mattei prend la direction de l’entreprise[2]
- 1936 : Création de la SARL François Mattei, avec ses gendres Charles et Orenga de Gaffory
- 1974 : l'entreprise est vendue à J. Borghetti 1981. SA SOVICAP reprend l’entreprise
- 2016 : 3 entrepreneurs corses récupèrent la marque et créent « La Distillerie »